# Fate/Grand Order
《Fate/Grand Order》（簡稱Fate/GO、FGO）也译作「命运-冠位指定」，是TYPE-MOON推出的一款智慧手機專用的角色扮演、电子卡牌收集社交網路游戏，是TYPE-MOON為紀念《Fate/stay night》十周年而進行的企劃。《Fate/Grand Order》大致繼承Fate系列的設定，TYPE-MOON其他作品（如《Fate/Zero》、《Fate/Apocrypha》、《Fate/EXTRA》、《Fate/kaleid liner 魔法少女☆伊莉雅》和《Fate/Requiem》）、旗下衍生音乐游戏《Fate/Grand Order: Waltz in the Moonlight/LOSTROOM》的角色亦有登場。

## 營運
2014年7月24日在SHINAGAWA INTERCITY（品川インターシティ）舉辦的「Fate Project 最新情報發表會」發表本作確定製作。同年12月28日事前登錄開始開放。劇本展開、營運服務2015年一整年預定。
官方宣傳動畫透露七個「特異點」各個出現的時代與及相關的英雄。在2016年12月底時，發表第一部與第二部有所連繫之斷章物語「Fate/Grand Order – Epic of Remnant -」的消息，並於新宣傳動畫透露四個全新特異點出現的時代與跟事件有所關連的新從者。2017年底發布第二部全新物語「Fate/Grand Order Cosmos in the Lostbelt」。出來，在全球被異聞帶侵略的世界中再度拯救世界。同時第一部也隨著第二部的副標題的新增而正式加上副標題，名稱為：「Fate/Grand Order Observer on Timeless Temple」。
中国大陸由哔哩哔哩代理运营，俗稱BGO，iOS版于2016年9月29日上线，Android版于2016年10月13日上线。
台灣、香港、澳門由小萌科技代理运营、智冠負責行銷推廣，於2017年5月18日上線，并正式將游戲中文版定名為《命運-冠位指定》。

### 推广

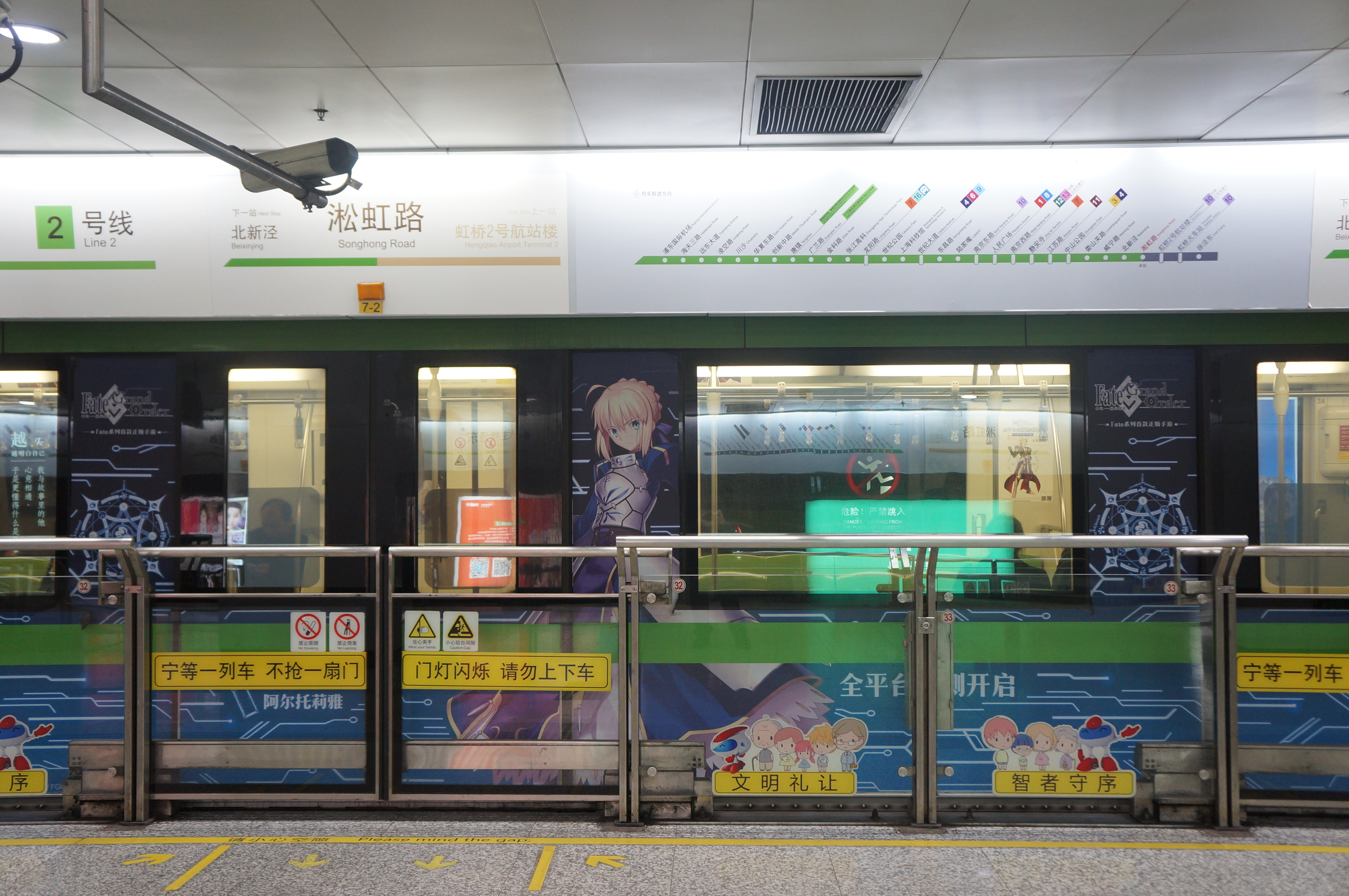
位于淞虹路站停靠的上海地铁“迦勒底专线”列车

2015年1月22日起官方服務漫畫《Fate/GUDAGUDA Order（Fate/ぐだぐだオーダー）》連載開始，是以二頭身化的Fate系列角色們互動為主。
2016年11月，为庆祝《Fate/Grand Order》自全平台公测正式突破400万，《Fate/Grand Order》中国大陆地区代理商bilibili在北京地铁1号线、上海轨道交通2号线的列车车身上，以及广州地铁石牌桥站、深圳地铁后海站和深大站，投放以“迦勒底专线”为主题的广告。bilibili同时在其新浪微博平台上举办活动，透过从玩家上传的广告图片中抽取幸运者并赠送礼品。

### 争议
在《Fate/Grand Order》的Android版本运营初期，有大量玩家怀疑游戏的抽卡機率有问题，在Google Play上申诉要求返还支出（用金錢購買遊戲內物品）的錢。另外，Android版在运营首日还出现删除玩家存档的BUG（當玩家選擇刪除資料緩存，玩家的存档也會因不明因素一並刪除。）。
2024年8月4日，因9週年慶祝活動新增的「附加技能」需要6週年實裝的新功能「從者幣」而被炎上。但後來團隊在經過不斷協商下，決定讓玩家在遊戲中額外獲得解放 新附加技能所需的從者幣。

## 劇情
秘密設立的研究機關「菲尼斯‧迦勒底」（簡稱迦勒底）結合各種技術，觀測人類一百年之後的歷史，確保人類的時代能永遠存活下去。
在故事開始半年前，迦勒底在一次觀測時，發現人類史突然在2016年7月滅絕。查究原因，研究員認為與同一次觀察時，7個同樣突然在時間軸上出現的「特異點」有關。為了延續人類歷史，迦勒底招募了主角在內48名可以進行靈子轉移的人類，前往過去調查與修正「特異點」。
第一部，圍繞主角修正7個「特異點」的故事為主（最受玩家歡迎為第七特異點，第六特異點，二者先後推出動畫劇集與劇場版）。
第二部，世界受到異聞帶侵略，主角需要繼續戰鬥以拯救世界。

## 情节与角色
Fate/Grand Order的剧情是发生在2016年的迦勒底，玩家作为最后的御主需要参与各种圣杯战争夺回圣杯。在本作的角色中，主要角色召唤并使用的“英灵”被称为从者。

## 营收
2019年，《FGO》超越《怪物彈珠》并成为畅销榜冠军。2022年，在日本获得营收榜前五。随后在2023年的日本黄金周获得收入榜第一。

## 製作團隊

### 劇本執筆
- 原作：TYPE-MOON
- 主構成、劇本監修：奈須蘑菇
- 劇本執筆團隊
  - 奈須蘑菇 - 第1部（序章、第6章、第7章、終章）、第2部（各章開頭與結尾、第6章、第7章）、奏章（第3章）、部分期間限定活動、部分幕間物語。
  - 東出祐一郎（日语：東出祐一郎）[註 5] - 第1部（第1章、第3章、第5章、終章）、第1.5部、第2部（第5章最后阶段、第6章）、部分期間限定活動、部分幕間物語。
  - 櫻井光 - 第1部（第2章、第4章、終章）、第1.5部、第2部、部分期間限定活動、部分幕間物語。
  - 水瀨葉月[註 6] - 第1.5部、部分期間限定活動、部分幕間物語。
  - 星空流星 - 第1.5部、部分期間限定活動、部分幕間物語。
  - 虛淵玄[註 7] - 聯動活動「Fate/Accel Zero Order」、第2部（第3章）。
  - 經驗值[註 8]- 部分期間限定活動、部分幕間物語。
  - 小太刀右京 - 期間限定活動「靠漫畫了解合眾國開拓史」。
  - 橘公司
  - 成田良悟[註 9] - 恩奇都幕間物語。
  - 廣山弘[註 10]
  - 圓居挽[19] - 2018年以後的一部分幕間物語、部分期間限定活動。
  - amphibian（日语：amphibian） [註 11] - 第2部（第4章后半限定活动）

### 美術
按照五十音排序。
- I-IV
- 蒼月タカオ[註 12]
- AKIRA
- Azusa
- 東冬[註 13]
- 蜂野荒野
- 石田晶[註 14]
- 岡崎武士
- okojo
- 加藤いつわ
- ギンカ
- 黑星紅白
- 近衛乙嗣[註 15]
- 小松崎類
- 小山廣和[註 12]

- saitom
- 坂本みねぢ[註 16]
- 佐佐木少年[註 17]
- サテー
- 縞うどん[註 12]
- しまどりる
- sime
- 下越（simo氏）[註 12]
- しらび
- 真じろう[註 18]
- 曾我誠
- タイキ
- 高橋慶太郎
- 高山箕犀
- 武内崇

- たけのこ星人[註 19]
- タスクオーナ[註 20]
- danciao
- 中央東口
- 天空すふぃあ[註 21]
- 悌太
- toi8
- 中原[註 22]
- なまにくATK（ニトロプラス）
- ネコタワワ
- pako
- 原田雄一
- 春野友矢
- Bすけ[註 23]
- 左 (插畫家)

- 廣江禮威
- 廣山弘（ひろやまひろし)[註 24]
- PFALZ[註 25]
- huke[註 26]
- BLACK[註 12]
- 古海鐘一
- BUNBUN[註 27]
- hou
- 本庄雷太
- 前田浩孝
- また
- 松龍
- 綠川美帆
- 三輪士郎
- 元村人

- 森井しづき[註 28]
- 森山大輔[註 29]
- 山中虎鐵
- 余湖裕輝
- La-na
- lack
- リヨ
- Ryota-H
- ReDrop
- 輪くすさが（啞采弦二）
- ワダアルコ[註 30]
- 米山舞

等等……

### 聲優
按照五十音排序。
| - 石川由依 - 石川界人 - 茜屋日海夏 - 赤羽根健治 - 明坂聰美 - 淺川悠 - 阿澄佳奈 - 阿部彬名 - 雨宮天 - 井澤詩織 - 伊瀨茉莉也 - 伊藤靜 - 伊藤美紀 - 稻田徹 - 井上喜久子 - 植田佳奈 - 上坂堇 - 上田麗奈 - 内山昂輝 - 江川央生 - 遠藤綾 - 大久保瑠美 - 大塚明夫 - 大塚芳忠 - 大原沙耶香 - 大和田仁美 - 岡本信彦 | - 置鮎龍太郎 - 小倉唯 - 小見川千明 - 小野大輔 - 嘉數由美 - 門脇舞以 - 金元壽子 - 茅野愛衣 - 加瀨康之 - 川澄綾子 - 河西健吾 - 神奈延年 - 釘宮理惠 - 黒田崇矢 - 久野美咲 - 小林優 - 小松未可子 - 小清水亞美 - 子安武人 - 小山力也 - 西前忠久 - 齋藤千和 - 坂本真綾 - 佐倉綾音 - 櫻井孝宏 | - 佐藤利奈 - 佐藤聰美 - 澤城美雪 - 下屋則子 - 島崎信長 - 嶋村侑 - 真堂圭 - 杉山纪彰 - 杉田智和 - 鈴木達央 - 鈴木崚汰 - 鈴村健一 - 諏訪部順一 - 關俊彥 - 關智一 - 千本木彩花 - 高乃麗 - 高野直子 - 高野麻里佳 - 高橋李依 - 竹內良太 - 武內駿輔 - 田中敦子 - 田中美海 - 田中理惠 - 種崎敦美 | - 種田梨沙 - 丹下櫻 - 津田健次郎 - 鶴岡聰 - 寺島拓篤 - 東山奈央 - 戶松遙 - 鳥海浩輔 - 中井和哉 - 中村悠一 - 中田讓治 - 仲村美沙希 - 名塚佳織 - 浪川大輔 - 能登麻美子 - 野中藍 - 土師孝也 - 花江夏樹 - 早見沙織 - 原由實 - 潘惠美 - 日野聰 - 菲魯茲·藍 - 福圓美里 - 福山潤 | - 藤井隼 - 古川慎 - 星野貴紀 - 堀江由衣 - 增田俊樹 - 三上哲 - 三木真一郎 - 水島大宙 - 水橋香織 - 綠川光 - 水瀨祈 - 宮野真守 - 宮本充 - 森川智之 - 森田了介 - 森永千才 - 森奈奈子 - 安井邦彥 - 山路和弘 - 山寺宏一 - 悠木碧 - 尤加奈 - 遊佐浩二 - 吉野裕行 |

### 動畫
- 宣傳動畫製作
  - 第1部 
    - 製作：A-1 Pictures
    - 監督：中村亮介
    - 人物設計及作畫監督：細居美惠子
    - 美術監督：金子英俊
    - 色彩設計：土居真紀子
    - 攝影監督：五十嵐慎一
    - 編集：肥田文

  - 第2部
    - 製作：TROYCA
    - 監督、分鏡、演出、作畫：中井準
    - 色彩設計：篠原真理子
    - 美術監督：渡邊幸浩
    - CG監督：町田政彌
    - 攝影監督：加藤友宜
    - 編集：右山章太
- CM製作
  - 分鏡、演出：山下祐（第3章）[20]、坂詰嵩仁（第5章、泳衣活動）[21][22]、榎戶駿（第6章）[23]
  - 作畫監督：山下祐（第3章）、坂詰嵩仁（第5章）、榎戶駿（第6章、泳裝活動）

### 合作活動
空之境界
- 标题《空之境界/the Garden of Order》
- 音樂擔當：梶浦由記
- CM動畫制作：ufotable
- 人物設計、作画監督：須藤友德
- 概念禮裝插圖製作：ufotable（須藤友德、高橋拓朗、菊池隼也、小笠原篤、鹽島由佳）

Fate/Zero
- 标题《Fate/Accel Zero Order》
- 音樂擔當：梶浦由記
- CM動畫：ufotable
- CM動畫、作画監督、分鏡、演出：須藤友德

Fate/kaleid liner 魔法少女☆伊莉雅
- 标题《魔法少女纪行 ～Prisma Codes～》
- 音樂擔當：加藤達也、TECHNOBOYS PULCRAFT GREEN-FUND
- CM動畫：SILVER LINK.

Fate/EXTRA CCC
- 标题《『深海电脑乐土 SE.RA.PH』》
- CM動畫：SHAFT

Fate/Apocrypha
- 标题《Apocrypha/Inheritance of Glory》
- CM動畫：A-1 Pictures

艾梅洛閣下II世事件簿
- 标题《淑女·莱妮丝事件簿》

Fate/Requiem
- 标题《『Fate/Requiem』桌上游戏默示录》
- CM動畫：A-1 Pictures

Fate/Grand Order Waltz in the MOONLIGHT/LOSTROOM
- 标题《闪耀吧！ 圣杯演唱会！！ ～鹤的偶像报恩～》
- CM動畫：A-1 Pictures

从漫画了解！Fate/Grand Order
- 标题《连续武剧神话 密西西比·神话编撰者们》
- CM動畫：A-1 Pictures

Fate/Grand Order Arcade
- 标题《螺旋证明世界 Lilim Harlot ～无人喝彩的蔷薇～》
- CM動畫：CloverWorks

Fate/Samurai Remnant
- 标题《盈月剣風帖》
- CM動畫：CloverWorks

魔法使之夜
- 标题《隈乃温泉杀人事件 ～知更鸟是证人！ 魔法使的两次死亡～》
- 旁白：澤木郁也、戶松遙

### 音樂
第1部
- 主題曲《色彩》

作曲、編曲、演奏：la la larks，作詞、演唱：坂本真綾，弦樂編曲：江口亮、石塚徹
- 結尾曲《Eternity Blue》

作曲、作詞：sachi，編曲：永井正道，演唱：愛弓
第1.5部
- 亞種特異點Ⅰ：《Lose Your Way》

作詞：宮川弾，作曲：北川勝利，編曲：acane_madder、北川勝利，演唱：ROUND TABLE feat. Dan
- 亞種特異點Ⅱ：《Indelible illusion》

作詞：Yamachang，作曲、編曲：高慶 CO-K 卓史，演唱：Yuriko Kaida
- 亞種特異點Ⅲ：

作詞：毛蟹，作曲、編曲：西岡和哉，演唱：六花
- 亞種特異點Ⅳ：

作詞、作曲、編曲：毛蟹，演唱：毛蟹 feat. DracoVirgo
第2部
- 前期主題曲《逆光》

作詞：坂本真綾，作曲：伊澤一葉，編曲：伊澤一葉、江口亮，弦樂編曲：伊澤一葉、江口亮、石塚徹，演唱：坂本真綾
- 後期主題歌《躍動》

作詞：坂本真綾，作曲：古閑翔平，編曲・演奏：ユアネス，弦樂編曲：河野伸，演唱：坂本真綾
- 廣告CM曲《この惑星で、ただ一つだけ》

作詞：毛蟹(LIVE LAB)，作曲：永井正道，編曲：毛蟹(LIVE LAB)，演唱：SAYA
- 第2部 「人智統合真國・秦－紅之月下美人－」主題曲《Thest》

作詞：Yamachang，作曲：西田圭稀，編曲：高橋浩一郎（onetrap），演唱：Kocho
- 活動「咕噠咕噠帝都聖杯奇譚」主題曲《二者穿一》

作詞：毛蟹，作曲・編曲：西岡和哉，演唱：六花
- 活動「2019徳川廻天迷宮・大奧」主題曲《深淵のデカダンス》

作詞：Yamachang，作曲・編曲：佐高陵平，演唱：岡田梨央
- 活動「所有信長總進撃咕噠咕噠最後本能寺2019」主題曲《参全世界》

作詞・作曲・編曲：毛蟹(LIVE LAB.)，演唱：乃藍

## 出版書籍

### 設定集
《Fate/Grand Order material》本作設定資料集系列。
1. Ⅰ，2016年8月14日，ASIN B01K1M2J9Q，收錄三十八名英靈的詳細資料與精緻插圖。
2. Ⅱ，2016年8月14日，ASIN B01K1LELWA，收錄三十五名英靈的詳細資料與精緻插圖。
3. Ⅲ，2016年12月31日，ASIN B01N0QIBO9，收錄三十六名英靈的詳細資料與精緻插圖。
4. Ⅳ，2017年12月31日，ASIN B0785GSQSK，收錄四十一名英靈的詳細資料與精緻插圖，第一部完結時全體從者收錄完畢。
5. Ⅴ，2018年8月12日，ASIN B01KJJLKZA，收錄三十二名英靈的詳細資料與精緻插圖。
6. Ⅵ，2019年8月12日，ASIN B07V5VQ3KY，收錄十七名英靈的詳細資料與精緻插圖，收入尚未公開的角色立繪、插圖。
7. Ⅶ，2020年1月10日，ASIN B082HKX662，收錄二十五名英靈的詳細資料與精緻插圖。
8. Ⅷ，2020年5月2日發售，ASIN B086T1LV7L，收錄二十四名英靈的詳細資料與精緻插圖，收入尚未公開的NPC插圖、資料。
9. Ⅸ，2021年8月13日發售，ASIN B098WY5NCZ，收錄十八名英靈的詳細資料與精緻插圖，收入尚未公開的NPC插圖、資料。
10. Ⅹ，2022年9月2日發售，ASIN B0B85H4S7V，收錄十七名英靈的詳細資料與精緻插圖，收入尚未公開的NPC插圖、資料。

### 漫畫
Fate/Grand Order -mortalis:stella-
作畫：白峰
《月刊Comic ZERO-SUM》2017年9月号連載開始。序章、第一章、第二章、第四章、第六章、終章擔當。瑪修·基利艾拉特觀點出發。
於2018年後不定期連載，並在2020年後恢復連載。
Fate/Grand Order -turas réalta-
作畫：
《別冊少年Magazine》2017年9月号連載開始。序章、第一章、第三章、第五章、第七章、終章擔當。藤丸立香觀點出發。
Fate/Grand Order -Epic of Remnant- 亞種特異點Ⅰ 惡性隔絕魔境 新宿 新宿幻靈事件
作畫：佐佐木少年
《月刊少年Ace》2019年3月号連載開始。斷章之一、亞種特異點Ⅰ擔當。
Fate/Grand Order -Epic of Remnant- 亞種特異點Ⅱ 傳承地底世界 雅戈泰 雅戈泰之女
作畫：武中英雄
《Young Ace》2019年3月号連載開始。斷章之一、亞種特異點Ⅱ擔當。
Fate/Grand Order -Epic of Remnant- 亞種特異點Ⅲ 屍山血河舞台 下總國 英靈劍豪七次勝負
作畫：渡れい
《Magazine口袋》2019年1月29日連載開始。斷章之一、亞種特異點Ⅲ擔當，以女性的藤丸立香觀點出發。
Fate/Grand Order -Epic of Remnant- 亞種特異點Ⅳ 禁忌降臨庭園 塞勒姆 異端魔女審判
作畫：大森葵
《Comic REX》2019年3月号連載開始。斷章之一、亞種特異點Ⅳ擔當，以女性的藤丸立香觀點出發。
Fate/Grand Order -Epic of Remnant- 深海電腦樂土 SE.RA.PH
作畫：西出ケンゴロー
《Young Ace UR》2019年2月20日連載開始。客串活動『亞種特異點 深海電腦樂土 SE.RA.PH』擔當。

#### 衍生漫画
从漫画了解！FGO Fate/Grand Order
作画：RIYO
天闻角川（出品）新星出版社（出版） ISBN 978-7-5133-5751-7
妖怪PARADE PIYO Fate/Grand Order作品集
作画：PIYO
天闻角川（出品）新星出版社（出版） ISBN 978-7-5133-5752-4

## 遊戲相關

### FGO VR
PS VR计划已经启动，《Fate/Grand Order VR feat.玛修·基列莱特》在2017年面世。

### FGO街机
FGO街机，街机游戏《Fate/Grand Order Arcade》使用ALLS UX超高階基板，游戏类型为英灵召唤团队对战。營運初期將開放20位從者角色給玩家操控，主題曲名『空白』，由坂本真綾主唱。剧情方面流程缩短，提供简介剧情和部分细节改动（第五章起标题和助战从者较大变更），第六章起实装与移动端不同分支剧情和提供对话文本。拥有如等独占从者。

### FGO音游
《Fate/Grand Order: Waltz in the Moonlight/LOSTROOM》

## 電視特別節目
自2016年起的每年12月31日播出Fate Project年末特別節目。
2016年12月31日，於『Fate Project 年末TV特別節目-First & Next Order-』播出『Fate/Grand Order -First Order-』單話長篇動畫和『Fate/咕噠咕噠Order』短篇動畫。
2017年12月31日，於『Fate Project 2017 年末TV特別節目』播出『Fate/Grand Order -MOONLIGHT/LOSTROOM-』單話長篇動畫和『Fate/Grand Order × 冰室的天地 ～7 位最強偉人篇～』單話短篇動畫。
2018年12月31日，於『Fate Project 2018 年末TV特別節目』宣布『Fate/Grand Order -絕對魔獸戰線巴比倫尼亞-』電視動畫化消息，於官方Youtube頻道播出「從漫畫了解！Fate/Grand Order」短篇動畫消息。

### 長篇動畫
『Fate/Grand Order -First Order-』為主篇劇情開端的原創動畫化。
『Fate/Grand Order -MOONLIGHT/LOSTROOM-』以第2部劇情開始之前(第1.5部)為題材製作原創動畫。

#### 製作人員
- 原作：TYPE-MOON
- 故事原案：奈須蘑菇（First Order）
- 人物原案：武内崇、また、PFALZ、ワダアルコ（日语：ワダアルコ）
- 監督：難波日登志（MOONLIGHT/LOSTROOM總監督）、塚田拓郎（First Order助理監督）
- 劇本：關根步美、奈須蘑菇（MOONLIGHT/LOSTROOM）
- 分鏡：三條なみみ、塚田拓郎
- 演出：塚田拓郎、安部元宏
- 人物設計、總作畫監督：後藤圭佑、永作友克（MOONLIGHT/LOSTROOM）
- 作畫監督：坪山圭一、杉泊朋子、中野祐貴、後藤圭佑
- 設計工作：赤石澤貴士
- 色彩設計：竹澤聰、岩沢れい子（MOONLIGHT/LOSTROOM）
- 美術設計：佐藤豪志
- 美術監督：海老澤卓也
- 攝影監督：松井伸哉（First Order）、中西康祐（MOONLIGHT/LOSTROOM）
- 編集：定松剛
- CG總監：奧納基（First Order）
- 音響監督：高寺たけし（日语：高寺たけし）
- 音樂：川﨑龍
- 製作人：黑崎靜佳
- 動畫製作人：米内則智
- 動畫製作：Lay-duce
- 製作：Aniplex、Notes、DELiGHTWorks

#### 各話列表
| 標題               | 劇本       | 分鏡                                             | 演出              | 作畫監督                              | 總作畫監督 | 放送日期        | 發售日期        |
| ------------------ | ---------- | ------------------------------------------------ | ----------------- | ------------------------------------- | ---------- | --------------- | --------------- |
| First Order        | 關根アユミ | 三條なみみ 塚田拓郎                              | 塚田拓郎 安部元宏 | 坪山圭一、杉泊朋子 中野祐貴、後藤圭佑 | 後藤圭佑   | 2016年 12月31日 | 2017年 3月29日  |
| MOONLIGHT/LOSTROOM | 奈須蘑菇   | 三條なみみ、塚田拓郎 黒川智之、東出太 森川さやか | 牧俊治 國崎友也   | 丹羽弘美 岡田由起子 西島翔平          | 永作友克   | 2017年 12月31日 | 2018年 12月26日 |

## 電視動畫
《Fate/Grand Order -絕對魔獸戰線巴比倫尼亞-》在2018年1月份玩家問卷調查的問題，「主線任務最喜歡哪一個?」和「期待FGO今後有怎樣子的展開?」雙向第一名的答案「第七特異點-絕對魔獸戰線巴比倫尼亞-」，並以此作為劇情改編成電視動畫。於2019年8月3日舉行的「Fate/Grand Order Fes. 2019～カルデアパーク～」活動中，播出第0話並公開故事概要和視覺插圖。10月5日起於各電視台和網路平台開始播映。最後一話片尾结束时释出《-终局特异点 时间冠位神殿-》动画化的消息，具体上映方式和时间未确定。

### 故事大綱
人理續存保障機構·迦勒底，對於僅憑魔術無法看見的世界，僅憑科學無法計算的世界進行觀測，為了讓已被證明會滅亡於2017年的人類史存續下去，日夜持續着活動。人類滅亡的原因，是在歷史上數個地點突然出現的「無法觀測領域」——「特異點」。
迦勒底唯一殘存的御主·藤丸立香，與亞從者瑪修·基列萊特一同介入這些特異點的事象，從而執行將其解明或破壞的禁斷儀式——「聖杯探索 Grand Order」。
這一次新發現的是第七個特異點——紀元前2655年的古代美索不達米亞。由結束不老不死靈草的探索的「天之楔·賢王吉爾伽美什」所統治，以繁榮而自豪的烏魯克之地，在三柱女神及眾多魔獸的蹂躪下面臨滅亡的危機。以及，通過前往過去的時間旅行——「靈子轉移」而到達烏魯克之地的藤丸與瑪修，所遇到的是阻擋住魔獸猛攻的要塞都市·絕對魔獸戰線，以及人們那即使暴露於威脅之下仍然拚命求生的樣子。襲來的諸神與魔獸。以及對其反抗的人類——。
這裡是人與神分道揚鑣，命運的時代。跨越六個探索（Order）的兩人——藤丸與瑪修所挑戰的最後一戰開始了。

### 製作人員
- 原作：奈須蘑菇／TYPE-MOON
- 主角色設計：武内崇
- 監督：赤井俊文
- 副監督：黒木美幸
- 角色設計：高瀨智章
- 次要角色設計：岩崎將大
- 生物設計：河野惠美
- 道具設計：道下康太
- 動作監督：河野惠美、大島塔也
- 技術監督：宮原洋平
- 美術設定：鹽澤良憲
- 美術監督：薄井久代、平柳悟
- 色彩設計：中島和子
- 攝影監督：佐久間悠也
- 3DCG：GEMBA
- 3D監督：江川久志、篠崎亨
- 編輯：三島章紀
- 音樂：芳賀敬太、川﨑龍（日语：川﨑龍）
- 音響監督：岩浪美和
- 動畫製作：CloverWorks

### 角色聲優
- 藤丸立香：島﨑信長（日本）；賈文安[28]（台灣）
- 瑪修·基利艾拉特：高橋李依（日本）；連思宇[28]（台灣）
- 芙芙：川澄綾子（日本）；楊詩穎[28]（台灣）
- 羅馬尼·阿基曼：鈴村健一（日本）；徐偉翔[28]（台灣）
- 李奧納多·達文西：坂本真綾（日本）；張乃文[28]（台灣）
- 吉爾伽美什：關智一（日本）；黃天佑[28]（台灣）
- 恩奇都：小林優（日本）；張乃文[28]（台灣）
- 梅林：櫻井孝宏（日本）；喬資淯[28]（台灣）
- 安娜：淺川悠（日本）；林沛笭[28]（台灣）
- 伊絲塔：植田佳奈（日本）；傅暐霖[28]（台灣）
- 西杜麗：内山夕實（日本）；楊詩穎[28]（台灣）
- 牛若丸：早見沙織（日本）；楊詩穎[28]（台灣）
- 武藏坊弁慶：稻田徹（日本）；喬資淯[28]（台灣）
- 列奧尼達一世：三木真一郎（日本）；徐偉翔[28]（台灣）
- 豹人：伊藤美紀（日本）；李明幸[28]（台灣）
- 戈爾貢：淺川悠（日本）；李明幸[28]（台灣）
- 艾蕾什基伽勒：植田佳奈（日本）；傅暐霖[28]（台灣）
- 魁札爾・科亞特爾：遠藤綾（日本）；楊詩穎[28]（台灣）
- 迪亞馬特/拉赫姆：悠木碧（日本）；林沛笭[28]（台灣）
- 山之翁：中田讓治（日本）；馬國堯[28]（台灣）
- 所羅門：杉田智和（日本）；黃天佑[28]（台灣）

### 主題曲
片頭曲「Phantom Joke」（第1話－第21話）
作詞、作曲：田淵智也，編曲、主唱：UNISON SQUARE GARDEN
片尾曲
（第2話-第11話）
作詞：Eir，作曲：TAMATE BOX，編曲：TAMATE BOX、三谷秀甫，主唱：藍井艾露
「Prover」（第12話-第15話、第17話-第21話）
作詞：Milet，作曲：Milet、TomoLow，編曲：TomoLow（SME），主唱：Milet
「Tell me」（第16話、第19話）
作詞、作曲：Milet、Ryosuke"Dr.R"Sakai，編曲：Ryosuke"Dr.R"Sakai，主唱：Milet
插入曲「色彩」（第0話）
作詞：坂本真綾，作曲、編曲、演奏：la la larks
無演唱。

### 各話列表
| 話數       | 日文標題     | 中文標題                  | 劇本       | 分鏡       | 演出               | 作畫監督                                   | 總作畫監督         |
| ---------- | ------------ | ------------------------- | ---------- | ---------- | ------------------ | ------------------------------------------ | ------------------ |
| Episode 0  | Initium Iter | 旅途的開始                | 武井風太   | 高雄统子   | 原田孝宏、高雄统子 | 岩崎将大                                   | 不適用             |
| Episode 1  |              | 絕對魔獸戰線巴比倫尼亞    | 武井風太   | 赤井俊文   | 赤井俊文           | 高瀨智章                                   | 高濑智章           |
| Episode 2  |              | 城塞都市烏魯克            | 武井風太   | 黑木美幸   | 黑木美幸、古橋聰   | 瀧山真哲                                   | 高濑智章           |
| Episode 3  |              | 王與人民                  | 武井風太   | 林勇雄     | 林勇雄             | 田中裕介                                   | 高濑智章           |
| Episode 4  |              | 叢林的呼喚                | 小太刀右京 | 長町英樹   | 長町英樹           | 齊藤健吾                                   | 高濑智章           |
| Episode 5  |              | 吉爾伽美什遊記            | 永井千晶   | 山﨑雄太   | 山﨑雄太           | 小林麻衣子                                 | 高濑智章           |
| Episode 6  |              | 天命泥板                  | 小太刀右京 | 倉田綾子   | 倉田綾子           | 小松麻美、小林真平                         | 岡勇一             |
| Episode 7  |              | 牽作戰                    | 小太刀右京 | 舛成孝二   | 小室裕一郎         | 高藤彩、伊礼えり                           | 岩崎將大、河野惠美 |
| Episode 8  |              | 魔獸母神                  | 小太刀右京 | 赤井俊文   | 原田孝宏           | 小松原聖、川上大志                         | 高瀨智章、河野惠美 |
| Episode 9  |              | 早安，金星女神            | 永井千晶   | 黑木美幸   | 鈴木萌             | 伊藤裕次、兵渡勝、尾形健一郎               | 高瀨智章、嶋田和晃 |
| Episode 10 |              | 午安，太陽女神            | 武井風太   | 石井俊匡   | 石井俊匡           | 山口智                                     | 岡勇一             |
| Episode 11 |              | 太陽神殿                  | 小太刀右京 | 重原克也   | 重原克也           | 嶋田和晃                                   | 高瀨智章           |
| 總集篇Ⅰ    |              | 旅程的開始                | 不適用     | 不適用     | 不適用             | 不適用                                     | 不適用             |
| 總集篇Ⅱ    |              | 靈魂的爭鬥                | 不適用     | 不適用     | 不適用             | 不適用                                     | 不適用             |
| Episode 12 |              | 王之死                    | 永井千晶   | 古橋聰     | 古橋聰             | 紺野大樹、古橋聰                           | 岡勇一             |
| Episode 13 |              | 晚安，冥界女神            | 永井千晶   | 赤井俊文   | 長町英樹           | 安野将人、田中裕介                         | 高瀨智章           |
| Episode 14 |              | 決戰                      | 武井風太   | 牛嶋新一郎 | 木村寬             | 金丸綾子、浜津武廣                         | 岡勇一、河野惠美   |
| Episode 15 |              | 新人類的型態              | 東出祐一郎 | 原田征爾   | 原田征爾           | 滝山真哲、髙田晃、小林真平、小松麻美       | 高瀨智章           |
| 總集篇Ⅲ    |              | 決戰                      | 不適用     | 不適用     | 不適用             | 不適用                                     | 不適用             |
| Episode 16 |              | 覺醒                      | 櫻井光     | 中山龍     | 中山龍             | 岩崎将大、小林真平、小松原聖、野野下いおり | 高瀬智章、岩崎將大 |
| Episode 17 |              | 歌舞昇平的會議            | 永井千晶   | 石井俊匡   | 石井俊匡           | 高藤彩、小松麻美、浜友里恵                 | 岡勇一             |
| Episode 18 |              | 起源之星，仰望天空        | 櫻井光     | 溫泉中也   | 溫泉中也           | Moaang、川上大志、溫泉中也                 | 高瀨智章           |
| Episode 19 |              | 絕對魔獸戰線美索不達米亞Ⅰ | 東出祐一郎 | 黒木美幸   | 黒木美幸           | 山口智、田中裕介                           | 岡勇一             |
| Episode 20 |              | 絕對魔獸戰線美索不達米亞Ⅱ | 武井風太   | 赤井俊文   | 赤井俊文           | 瀧山真哲、安野將人                         | 高瀬智章           |
| Episode 21 |              |                           | 武井風太   | 高雄統子   | 原田孝宏           | 小松原聖、小林真平                         | 高瀬智章、岡勇一   |

### 出版光碟
| 卷數 | 發售日期      | 收錄話數       | 規格編號     | 規格編號     | 封面角色                                 |
| 卷數 | 發售日期      | 收錄話數       | 藍光版       | DVD版        | 封面角色                                 |
| ---- | ------------- | -------------- | ------------ | ------------ | ---------------------------------------- |
| 1    | 2020年1月29日 | 第0話－第3話   | ANZX-15501/3 | ANZB-15501/3 | 藤丸立香&瑪修 吉爾伽美什&恩奇都          |
| 2    | 2020年2月26日 | 第4話－第7話   | ANZX-15504/6 | ANZB-15504/6 | 梅林&安娜 牛若丸&武藏坊弁慶 列奧尼達一世 |
| 3    | 2020年3月25日 | 第8話－第11話  | ANZX-15507/9 | ANZB-15507/9 | 藤丸立香&瑪修 魁札爾・科亞特爾&豹人      |
| 4    | 2020年5月27日 | 第12話－第16話 | ANZX-15510/2 | ANZB-15510/2 | 藤丸立香 艾蕾什基伽勒&伊絲塔             |
| 5    | 2020年6月24日 | 第17話－第21話 | ANZX-15513/5 | ANZB-15513/5 | 藤丸立香&瑪修 吉爾伽美什&金固            |

### 播放電視台
| 播放日期         | 播放時間（UTC+9）                | 播放地區 | 播放電視台 |
| ---------------- | -------------------------------- | -------- | ---------- |
| 2019年10月5日 -  | 星期六 23:30 - 星期日0:00        | 東京都   | TOKYO MX   |
|                  |                                  | 日本全國 | BS11       |
|                  |                                  | 群馬縣   | 群馬電視台 |
|                  |                                  | 栃木縣   | 栃木電視台 |
| 2019年10月13日 - | 星期日 3:08 - 3:38（星期一凌晨） | 近畿地方 | 毎日放送   |

| 播放日期        | 播放時間（UTC+9）          | 播放平台                     |
| --------------- | -------------------------- | ---------------------------- |
| 2019年10月5日 - | 星期六 23:30 - 星期日 0:00 | AbemaTV                      |
| 2019年10月6日 - | 星期日 23:00 更新          | Niconico頻道、DOCOMO動畫商城 |
|                 | 星期一 23:00 - 23:30       | Niconico直播                 |

## 動畫電影

### 神聖圓桌領域卡美洛
《劇場版 Fate/Grand Order -神聖圓桌領域卡美洛-》在2018年1月分玩家問卷調查的問題，「主線任務最喜歡哪一個?」和「期待FGO今後有怎樣子的展開?」雙向第二名的答案「第六特異點-神聖圓桌領域卡美洛-」，並以此作為劇情改編成動畫電影。分成前篇「Wandering; Agateram（迷途者：銀色之腕）」與後篇「Paladin; Agateram（聖騎士：銀色之腕）」兩部劇場版，前篇於2020年12月5日上映，後篇於2021年5月15日上映。

#### 製作人員
- 原作：奈須蘑菇／TYPE-MOON
- 角色設計領導：武内崇
- 角色設計：細居美惠子、黄瀬和哉、溫泉中也
- 配角角色設計：乘田拓茂、山本彩
- 監督：末澤慧（前篇）、荒井和人（後篇）
- 系列構成：小太刀右京
- 腳本：小太刀右京（前篇 / 後篇）、荒井和人（後篇）
- 音樂：芳賀敬太、深澤秀行
- 音響監督：明田川仁
- 總作畫監督：黄瀨和哉（前篇）、椛島洋介（後篇）
- 小道具設計：吉田大洋、原由知
- 美術監督：甲斐政俊
- 美術設計：小木齊之、イノセユキエ
- 概念美術設計：coralie nagel、竹内敦志
- 色彩設計：關本美津子
- 撮影監督：田中宏侍
- 3DCG：Studio Bros Inc.
- 3D導演：鈴木寛
- 編輯：濱宇津妙子
- 製作：Production I.G
- 動畫製作：SIGNAL.MD（前篇）、Production I.G（後篇）
- 配給：Aniplex

#### 角色聲優
- 貝德維爾：宮野真守
- 藤丸立香：島崎信長
- 瑪修·基利艾拉特：高橋李依
- 李奧納多·達文西：坂本真綾
- 獅子王：川澄綾子
- 高文：水島大宙
- 莫德雷德：澤城美雪
- 蘭斯洛特：置鮎龍太郎
- 崔斯坦：內山昂輝
- 阿格规文：安元洋貴
- 奧茲曼迪亞斯：子安武人
- 尼托克里絲：田中美海
- 玄奘三藏：小松未可子
- 阿拉什：鶴岡聰
- 咒腕的哈桑：稻田徹
- 靜謐的哈桑：千本木彩花
- 羅馬尼·阿基曼：鈴村健一

#### 主題曲
前篇主題曲
作詞、主唱：坂本真綾，作曲、編曲：内澤崇仁，弦樂編曲：石塚徹、内澤崇仁
後篇主題曲
作詞：坂本真綾，作曲、編曲：Jin Nakamura，主唱：宮野真守

#### 各話列表
| 話数 | 副標題              | 編劇                | 分鏡                                                                     | 演出                                     | 作画監督 | 總作画監督 | 放映日期       |
| ---- | ------------------- | ------------------- | ------------------------------------------------------------------------ | ---------------------------------------- | --- | ---------- | -------------- |
| 前篇 | Wandering; Agateram | 小太刀右京          | 末澤慧 黄瀨和哉 荒木佑太                                                 | 末澤慧 黄瀨和哉 山城智惠 中原禮 荒木佑太 | 黄瀨和哉 和田伸一 西谷衆平 那花優統 荒木佑太 山本健 服部聰志 末澤慧                                                         | 黄瀨和哉   | 2020年 12月5日 |
| 後篇 | Paladin; Agateram   | 小太刀右京 荒井和人 | 荒井和人 河野利幸 古川良太 佐藤陽 滿仲勸 橋本敬史 砂小原巧 伍柏諭 土上樹 | 荒井和人 曽根利幸 砂小原巧 伍柏諭 土上樹 | 齋藤卓也 服部聡志 古川良太 鈴木明日香 山口飛鳥 量山祐衣 鈴木繪万 清池奈保 片桐貴悠 鈴木俊二 小美野雅彦 井川麗奈 りお 伍柏諭 | 椛島洋介   | 2021年 5月15日 |

### 終局特異点 冠位時間神殿所羅門

#### 製作人員
- 原作：奈須蘑菇／TYPE-MOON
- 首席人物設計：武内崇
- 監督：赤井俊文
- 劇本原作：奈須蘑菇
- 角色設計：高瀨智章
- 人物設計助理：岩崎將大、滝山真哲、川上大志
- 總作畫監督：濱友里惠
- 虛擬生物設計：浅賀和行
- 小道具設計：道下康太、竹内志保
- 概念美術設計：幸田和磨
- 技術製作人：宮原洋平
- 美術監督：薄井久代、平柳悟、臼井みなみ、合六弘
- 美術設計：塩澤良憲、竹内志保
- 色彩設計：中島和子
- 撮影監督：松井伸哉、佐久間悠也
- 3DCG：白組
- 3D導演：吉田裕行
- 編輯：三嶋章紀
- 音樂：芳賀敬太、川﨑龍
- 音響監督：岩浪美和
- 製作：CloverWorks
- 配給：Aniplex

#### 角色聲優
- 藤丸立香：島﨑信長
- 瑪修·基利艾拉特：高橋李依
- 芙芙：川澄綾子
- 羅馬尼·阿基曼：鈴村健一
- 李奧納多·達文西：坂本真綾
- 所羅門：杉田智和

#### 主題曲
片尾曲「Eternity Blue」
作曲、作詞：sachi，編曲：永井正道，主唱：愛弓

## OVA
《Fate/Grand Carnival》OVA於2021年發布。1st Season於6月2日發布，2nd Season將於10月13日發布。

### 製作人員
- 原作 - TYPE-MOON（「Fate/Grand Order」より）
- 監督 - 岸誠二
- 系列構成、劇本 - 上江洲誠
- 角色設計・総作画監督 - 森田和明、廣瀬智仁
- 角色設計協力 - 武梨えり
- 音響監督 - 飯田里樹
- 音樂 - 高梨康治（Team-MAX）、芳賀敬太
- 音樂製作 - ランティス
- 美術監督 - 宮越歩
- 色彩設計 - 竹川美緒
- 撮影監督 - 國井智行
- 動畫製作人 - 比嘉勇二
- 動畫製作 - Lerche

## 外部連結
- （日語）公式官網（页面存档备份，存于）
- （简体中文）簡體字版官方網站（页面存档备份，存于）
- （繁體中文）繁體字版公式官網（页面存档备份，存于）
- （英文）北美公式官網（页面存档备份，存于）
- 韓語字版公式官網（页面存档备份，存于）
- （日語）電視動畫官網（页面存档备份，存于）
- （日語）大型電玩官網（页面存档备份，存于）
  - （日語）特設小漫畫 Fate/ぐだぐだオーダー(ぐだお）（页面存档备份，存于）
  - （日語）特設小漫畫 マンガで分かる！Fate/Grand Order（页面存档备份，存于）
  - （日語）特設小漫畫 もっとマンガで分かる！Fate-Grand Order（页面存档备份，存于）
  - （日語）特設小漫畫 ますますマンガで分かる！Fate-Grand Order（页面存档备份，存于）
- （日語）FGO漫畫雙載計畫 -mortalisstella-（页面存档备份，存于）
- （日語）FGO漫畫雙載計畫 -turas réalta-（页面存档备份，存于）
- （日語）Fate-Grand Party（页面存档备份，存于）
- （日語）Fate/Grand Order的X（前Twitter）
- （英文）Fate/Grand Order的X（前Twitter）
- （日語）FGO動畫的X（前Twitter）
- （日語）FGO動畫官網（页面存档备份，存于）